# Migrações indo-europeias

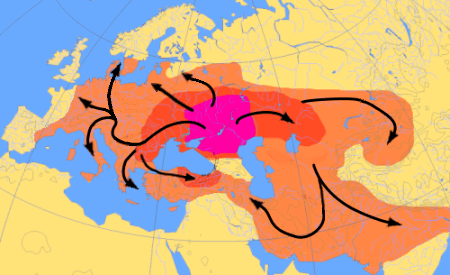
Esquema das migrações indo-europeias de 4000 a 1000 a.C. de acordo com a hipótese de Kurgan
A suposta Urheimat (Cultura Samara, Cultura Sredny Stog) e a subsequente Cultura Yamnaya.
Área provavelmente colonizada até 2500 a.C.
Área colonizada até 1000 a.C.

Migrações Indo-Europeias foram as migrações dos povos pastoris que falavam a língua protoindo-europeia. Relacionados aos Yamnaya e outros povos, partiram da estepe pôntica, no leste europeu, por volta dos anos 4000 a.C. Seus descendentes espalharam-se por toda Europa e partes da Ásia, formando novas culturas com as comunidades locais, incluindo a cultura da cerâmica cordada no norte da Europa e a cultura védica no subcontinente indiano. Essas migrações, em última instância, semearam as culturas e língua de grande parte da Europa, do Irã, e do subcontinente Indiano. Posteriormente, resultou na maior e mais fala família linguística no mundo.
O conhecimento moderno destas migrações é baseado em dados de diversas ciências, como linguística, arqueologia, antropologia e genética. A linguística descreve as similaridades entre diversas línguas e as leis da linguísticas presentes nas alterações dessas línguas. A arqueologia descreve a migração da cultura protoindo-europeia e sua língua em variados estágios: da região originário do protoindo-europeu a Europa Ocidental, Central e Meridional e, especialmente, à Asia Oriental por migrações e mudanças linguísticas decorrentes de recrutamento de elite, como descrevem algumas pesquisas. Pesquisas genéticas recentes, por sua vez, possuem uma crescente contribuição ao entendimento das relações históricas entre diferentes culturas.
As línguas e culturas indo-europeias espalharam-se durante vários períodos. Migrações iniciais de 4200-3000 a.C. trouxeram o protoindo-europeu arcaico para o vale do Rio Danúbio, Anatólia e a região do Altai.
O protocéltico e o protoitálico provavelmente desenvolveram-se e espalharam-se a partir da Europa Central para a Europa Ocidental após novas migrações Yamnaya para o vale do Rio Danúbio, enquanto o protogermânico e o protobalto-eslávico podem ter se desenvolvido a leste dos Cárpatos, na atual Ucrânia, migrando em direção a norte e espalhando-se com a cultura da cerâmica cordada na Europa Central, por voltado de 2000 a.C. Alternativamente, um ramo europeu dos dialetos indo-europeus, denominado "indo-europeu noroeste" e associado à cultura beaker, podem possuir ancestrais não somente célticos e itálicos, mas também germânicos e balto-eslávicos.
As culturas e línguas indo-iranianas emergiram a partir da Cultura de Sintashta (2100-1800 a.C.), na fronteira leste da cultura Yamnaya e da cultura da cerâmica cordada, crescendo para a cultura Andronova (1800-800 a.C.). Indo-arianos migraram para o Complexo Arqueológico Báctria-Margiana (2300-1700 a.C.) e migraram para o Levante (Mitani), Índia do Norte (povo Vedic, 1500 a.C.) e China (Usun). As línguas iranianas espalharam-se pelas estepes com os citas e para o Irã com os medos, partas e persas a partir de 800 a.C.